# Batalha da Floresta de Sambisa (2021)
Em maio de 2021, a Província da África Ocidental do Estado Islâmico lançou uma invasão da Floresta Sambisa no Estado de Borno, Nigéria, que servia como base principal do Boko Haram, um grupo rebelde jihadista rival. Após combates pesados, o Estado Islâmico da África Ocidental suplantou as tropas do Boko Haram, encurralando seu líder Abubakar Shekau. Os dois lados entraram em negociações sobre a rendição do Boko Haram, durante a qual Shekau supostamente cometeu suicídio, possivelmente detonando-se com um colete suicida. A possível morte de Shekau foi considerada um grande acontecimento por observadores externos, já que ele foi uma das forças motrizes da insurgência islamista que afeta a Nigéria e os países vizinhos desde 2009.

## Antecedentes
O jihadista salafista Boko Haram está centrado no estado de Borno, no nordeste da Nigéria. Esse grupo lançou uma insurgência contra o governo nigeriano após um levante malsucedido em 2009. Apoiado por várias outras organizações jihadistas, incluindo a Al-Qaeda, o grupo tinha como objetivo estabelecer um estado islâmico no norte da Nigéria. O Boko Haram estendeu suas ações aos Camarões, Chade e Níger durante meados da década de 2010, aumentando consideravelmente seu poder e propriedades territoriais na Bacia do Chade em 2014. Seu líder de facto, Abubakar Shekau, consequentemente, tentou aumentar sua posição internacional entre os islamistas aliando-se ao proeminente Estado Islâmico do Iraque e do Levante. O Boko Haram tornou-se assim a "Província da África Ocidental do Estado Islâmico" (ISWAP, na sigla em inglês).
Quando os insurgentes foram posteriormente derrotados e perderam quase todas as suas terras durante a ofensiva na África Ocidental de 2015 pela Multinational Joint Task Force (MJTF), o descontentamento cresceu entre os rebeldes. Apesar das ordens do comando central do Estado Islâmico para parar de usar mulheres e crianças como homens-bomba, bem como abster-se de assassinar civis em massa, Shekau se recusou a mudar suas táticas.  Shekau sempre rejeitou submeter-se totalmente ao comando central do Estado Islâmico, e o último consequentemente o removeu como líder do Estado Islâmico da África Ocidental em agosto de 2016. Shekau respondeu rompendo com o comando central, mas muitos dos rebeldes na verdade permaneceram leais ao Estado Islâmico. Como resultado, o movimento rebelde se dividiu em uma facção leal a Shekau ("Jama'at Ahl al-sunna li-l-Da'wa wa-l-Jihad", geralmente conhecida como "Boko Haram") e uma facção pró-Estado Islâmico liderada por Abu Musab al-Barnawi (que continuou a se autodenominar "Província da África Ocidental do Estado Islâmico"). Desde então, esses dois grupos entraram em confronto, embora possivelmente tenham cooperado contra os governos locais. Além disso, Shekau nunca renunciou oficialmente sua promessa de lealdade ao Estado Islâmico como um todo; suas forças são ocasionalmente consideradas como "segundo ramo do Estado Islâmico da África Ocidental". No geral, a relação de Shekau com o Estado Islâmico permaneceu confusa e ambígua. 

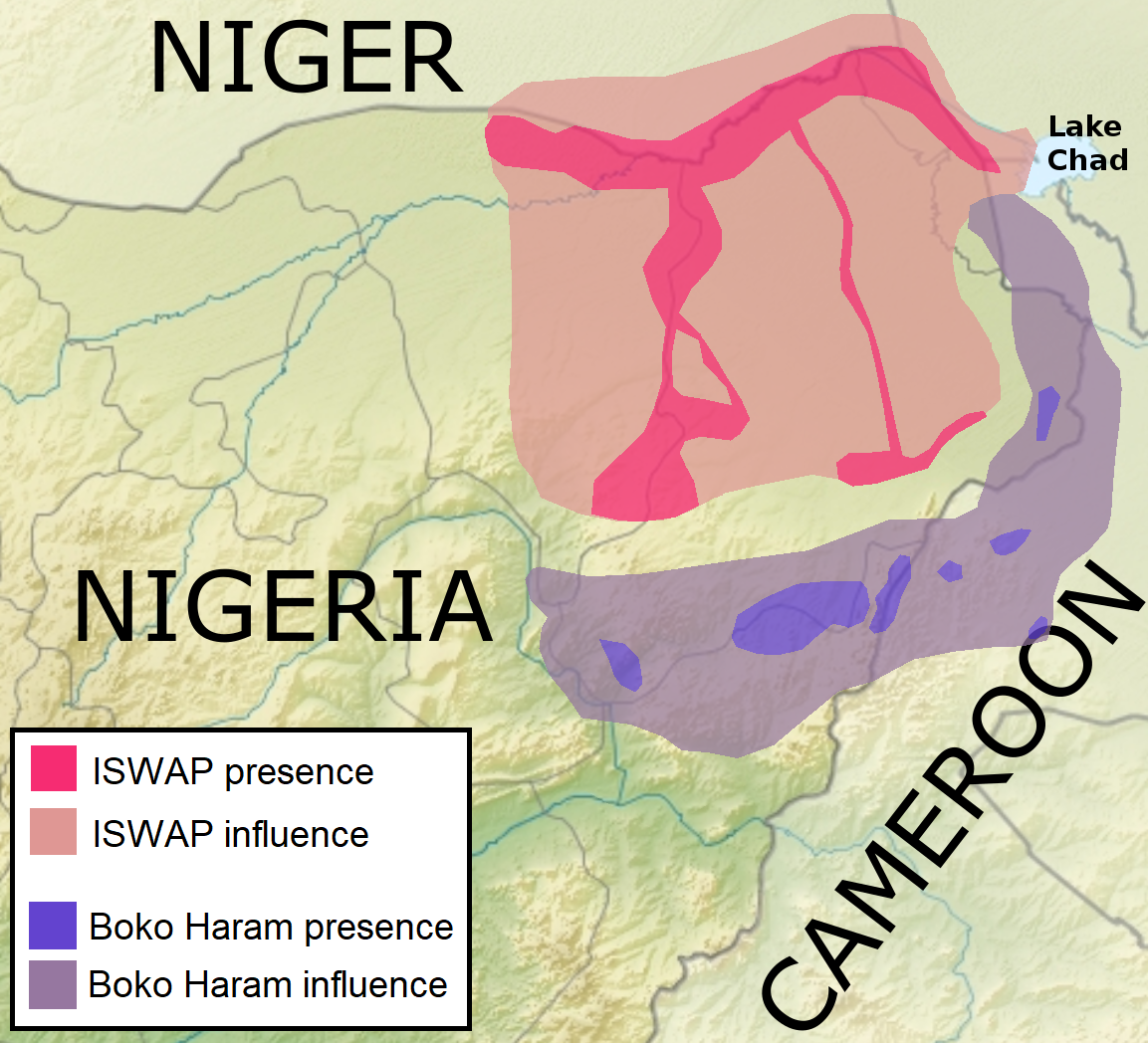
Presença e influência do Estado Islâmico da África Ocidental e do Boko Haram no norte da Nigéria, Camarões e Níger no início de 2019.

Nos anos seguintes, o Estado Islâmico da África Ocidental de Barnawi e o Boko Haram de Shekau foram reconsolidados, embora o Estado Islâmico da África Ocidental tenha se tornado o grupo mais poderoso. Enquanto Shekau tinha cerca de 1.000 a 2.000 combatentes sob seu comando em 2019, os partidários do Estado Islâmico contavam com até 5.000 soldados. Além disso, o Estado Islâmico da África Ocidental demostrava um aumento de sofisticação e conexões crescentes com o grupo principal do Estado Islâmico. Os seguidores de Barnawi não apenas se alinharam ideologicamente com o Estado Islâmico, mas também adotaram suas tecnologias e táticas. Passaram a usar dispositivos explosivos improvisados transportados por veículos suicidas e drones que os especialistas consideraram como provas do apoio e conselho de membros exilados do Estado Islâmico da Síria e do Iraque O Estado Islâmico da África Ocidental também se concentrou em alvos militares e tentou ganhar o apoio dos civis locais, ao contrário de Shekau, cujas forças eram notórias por massacrar e sequestrar não-combatentes. O Estado Islâmico empreendeu uma política de "corações e mentes" em relação às comunidades locais, conquistando gradualmente um apoio substancial das bases e implementou seu próprio governo, incluindo a coleta de impostos. O grupo criou quatro  províncias, embora esteja presente apenas em várias áreas sem controlá-las totalmente.
O Estado Islâmico da África Ocidental também seguiu uma abordagem reconciliatória em relação aos seguidores de Shekau. Enquanto o Boko Haram geralmente executava os combatentes do grupo rival capturados como traidores, o Estado Islâmico da África Ocidental apenas desarmava e pregava para as tropas capturadas do Boko Haram antes de libertá-las. Isso resultou em muitos dos combatentes de Shekau desenvolvendo simpatias pela facção do Estado Islâmico.  O Estado Islâmico da África Ocidental afirmou repetidamente que se opunha apenas a Shekau, argumentando que eles não tinham problemas com outros membros do Boko Haram.  Além disso, a facção do Estado Islâmico se desviou do estilo de liderança brutal e autocrático de Shekau organizando uma poderosa xura ou comitê que deu ao grupo um elemento de "democracia". Como resultado, o Estado Islâmico da África Ocidental ganhou mais apoio popular, mas também se tornou mais propenso a lutas de liderança.  No decorrer da campanha da Bacia do Chade de 2018–2020, uma violenta disputa no Estado Islâmico da África Ocidental resultou na deposição de Abu Musab al-Barnawi e na execução de vários comandantes.

## Prelúdio
Em 2021, o Estado Islâmico da África Ocidental ultrapassou o grupo de Shekau em número, armamento e "habilidade".  Passou a expandir suas posições no norte da Nigéria e Camarões.  Como as forças do Estado Islâmico entraram em confronto com Boko Haram, o primeiro geralmente emergiu em melhor situação.  Enquanto isso, o grupo de Shekau foi enfraquecido em confrontos com as Forças Armadas da Nigéria e o Exército Nacional do Chade.  Vários comandantes do Boko Haram desertaram para o Estado Islâmico da África Ocidental, alguns dos quais começaram a operar como espiões dentro da força de Shekau. 
Em fevereiro de 2021, o Estado Islâmico da África Ocidental e o Boko Haram travaram uma batalha na fronteira entre o Níger e a Nigéria depois que o primeiro sequestrou mulheres ligadas ao último. Nessa época, uma facção do Estado Islâmico da África Ocidental também desertou para a Al-Qaeda. A violência entre o Estado Islâmico da África Ocidental e o Boko Haram aumentou ainda mais depois que o primeiro tentou convencer o último a mudar sua tendência de usar excessivamente designações de takfir (não crentes).  O jornal nigeriano Vanguard declarou que o Estado Islâmico da África Ocidental havia enviado anteriormente tropas leais para treinamento na Líbia, Somália e Síria; essas forças voltaram à Nigéria em março e abril, reforçando significativamente as forças locais do Estado Islâmico e permitindo-lhes operar de forma mais agressiva contra o Boko Haram. 
Em abril de 2021, o Boko Haram emboscou uma brigada do Estado Islâmico da África Ocidental, matando vários militantes.  Nessa época, a insatisfação dentro do Boko Haram supostamente aumentou devido a Shekau ter executado seu chefe de gabinete, Abu Fatima.  Os combates entre os rebeldes foram interrompidos durante o Ramadã.  Por volta de 16 de maio, o Estado Islâmico da África Ocidental divulgou um áudio declarando que Abu Musab al-Barnawi havia sido reintegrado pelo comando central do Estado Islâmico como líder "provisório". Como foi al-Barnawi quem depôs Shekau em primeiro lugar, o analista Jacob Zenn argumentou que esse movimento era um sinal de que tanto o comando central do Estado Islâmico quanto o Estado Islâmico da África Ocidental pretendiam finalmente eliminar Shekau.  O Vanguard afirmou que os delegados do comando central do Estado Islâmico visitaram o Estado Islâmico da África Ocidental pouco antes da ofensiva contra a Floresta Sambisa.  Também circularam teorias de conspiração que alegavam que potências externas não jihadistas estavam envolvidas na escalada do conflito entre rebeldes, argumentando que era parte de uma rivalidade mais ampla entre a "Nigéria anglófona e seus vizinhos francófonos".
As forças do Estado Islâmico também moveram seus seguidores civis para locais mais seguros ao redor de Kukawa na preparação da operação anti-Shekau. 

## Batalha
Logo após a investidura de al-Barnawi como chefe do Estado Islâmico da África Ocidental, as forças do Estado Islâmico retaliaram a emboscada de abril atacando um campo do Boko Haram. Ambos os lados perderam vários combatentes. O Estado Islâmico da África Ocidental então prosseguiu para o sul,  lançando uma ofensiva para capturar a Floresta Sambisa, encontrando inicialmente pouca resistência.  Enquanto al-Barnawi agia como comandante-chefe do Estado Islâmico da África Ocidental, Muhammad Dawud (também conhecido como "Abu Hafsat") coordenou a ofensiva ao lado de oficiais do Estado Islâmico na área do Lago Chade, Triângulo de Timbuktu  e Marte.  Um dos oficiais da linha de frente mais importantes envolvidos na operação foi Bako Gorgore, governador de Timbuktu e comandante do Estado Islâmico da África Ocidental.  Uma fonte de inteligência argumentou que a operação visava matar Shekau por seu "ataque sem provocação" às forças do Estado Islâmico nas semanas anteriores.  Avançando de suas bases no Lago Chade, o Estado Islâmico da África Ocidental usou "colunas móveis" para perscrutar o matagal da Floresta Sambisa, gradualmente encurralando os partidários de Shekau. 
Usando motocicletas  e dezenas de veículos equipados com armas pesadas, o Estado Islâmico da África Ocidental posteriormente suplantou as tropas do Boko Haram, matando muitos.  Vários "combatentes superiores" do Boko Haram desertaram de imediato. Em 18 de maio, Shekau deu um último sermão. Seu tom indicava que sabia que "estava perto do fim". O sermão sugeriu que muitos combatentes do Boko Haram foram mortos, mas Shekau também reafirmou que "nunca seria leal a ninguém". Igualmente, reafirmou suas posições ideológicas. No entanto, o líder do Boko Haram declarou que nunca se rebelou contra Abu Ibrahim al-Hashimi al-Qurashi, califa do Estado Islâmico, culpando seus rivais locais pelos  conflitos internos dos rebeldes.  No final de 19 de maio de 2021, Shekau e seus seguidores restantes tentaram fugir de seu acampamento,  mas foram cercados por tropas do Estado Islâmico da África Ocidental  lideradas por Dana Daguri.  Os combatentes do Estado Islâmico confrontaram os guarda-costas pessoais de Shekau, resultando em uma luta violenta e terminando com a morte de vários guarda-costas.  Enfrentando a derrota iminente, Shekau começou a negociar com os combatentes do Estado Islâmico.  Bako Gorgore e outro oficial do Estado Islâmico da África Ocidental supostamente o abordaram e imploraram ao líder do Boko Haram, bem como a seus assessores, para remover seus coletes suicidas. 

Shekau preferiu ser humilhado na vida após a morte do que ser humilhado na terra, e ele se matou instantaneamente detonando um explosivo.

—Abu Musab al-Barnawi sobre o suicídio de Abubakar Shekau.
O Estado Islâmico da África Ocidental exigiu que Shekau fizesse um juramento de lealdade a al-Barnawi, renunciando ao poder voluntariamente e ordenando que suas tropas restantes se juntassem ao grupo.  Depois de uma a várias horas de conversas, no entanto, Shekau supostamente tentou cometer suicídio com uma arma, granada ou cinto suicida. Os oficiais de inteligência divergem sobre a possibilidade de seu êxito, com alguns alegando que ele só havia se ferido gravemente. De acordo com HumAngle, um website "dirigido por repórteres nigerianos bem informados", Shekau detonou um colete suicida no meio das negociações, matando um ou mais comandantes do Estado Islâmico da África Ocidental presentes.  A HumanAngle afirmou que Shekau primeiro ordenou a um de seus assessores que detonasse seu colete, o que levou um oficial do Estado Islâmico da África Ocidental a atirar no assessor. O comandante do Boko Haram então explodiu seu próprio colete, matando Bako Gorgore. Esta ação "dramática" surpreendeu o Estado Islâmico da África Ocidental. 
Os outros combatentes do Boko Haram presentes supostamente juntaram-se ao Estado Islâmico da África Ocidental.  No entanto, Zenn argumentou que o Boko Haram poderia continuar como uma facção separada, já que Shekau tinha um segundo em comando de identidade desconhecida que provavelmente ainda estaria vivo.  De acordo com o Vanguard, vários dos principais comandantes do Boko Haram recusaram a se render e foram, consequentemente, perseguidos pelo grupo rival.   Segundo informações, cerca de 30 comandantes do Boko Haram foram capturados , incluindo Mustapha Krimima Jaysh, Ba'akaka, Malkin Tijjani, Hirasama e Mallam Ballu. Os veículos do Estado Islâmico da África Ocidental continuaram as rondas de segurança na Floresta Sambisa, matando retardatários do Boko Haram. Os comandantes do Estado Islâmico e os líderes rendidos do Boko Haram mantiveram conversações no campo de Sabeel Huda no centro da floresta; o jornalista Kingsley Omonobi afirmou que o juiz-chefe do Estado Islâmico da África Ocidental, Muhammad Malumma, era supostamente aquele que decidia o destino das tropas capturadas do Boko Haram. Segundo relatos, dez comandantes superiores do Boko Haram foram executados.  Enquanto isso, al-Barnawi foi declarado comandante oficial do Estado Islâmico da África Ocidental para a área de Sambisa, e proclamou um cessar-fogo com as Forças Armadas da Nigéria para que o grupo pudesse perseguir todas as forças do Boko Haram restantes. 

## Consequências
Inicialmente, houve dúvidas consideráveis sobre as alegações da morte de Shekau, já que ele havia sido repetidamente declarado morto em anos anteriores, apenas para ressurgir depois.  Após o confronto na Floresta de Sambisa, as agências de inteligência nigerianas "confirmaram" sua morte, enquanto as Forças Armadas Nigerianas ainda aguardavam uma prova concreta. O jornalista John Owen Nwachukwu argumentou que Shekau geralmente aparecia em vídeos ou mensagens de áudio logo após as alegações de sua morte terem circulado. No entanto, nenhuma mensagem dele foi divulgada e o Boko Haram também permaneceu em silêncio sobre o assunto, proporcionando credibilidade ao mais recente relato do seu fim.  No início de junho, o Estado Islâmico da África Ocidental declarou oficialmente que Shekau havia se matado durante os combates na Floresta Sambisa.  Logo depois, o especialista em segurança nigeriano Kabir Adamu disse sobre a morte de Shekau que "todo tipo de fonte que pudesse confirmar a informação verificou que ela é verdadeira".
O analista Bulama Bukarti argumentou que "a morte de Shekau foi um momento decisivo imenso", pois pode piorar a luta entre os remanescentes do Boko Haram e o Estado Islâmico da África Ocidental ou resultar na fusão do primeiro no último e na reunificação dos insurgentes.  As reações dos "observadores do conflito" foram geralmente mistas, já que Shekau havia sido eliminado não pelas forças de segurança, mas pelo Estado Islâmico da África Ocidental. Jason Burke comentou que o Estado Islâmico conseguiu "algo que as forças nigerianas, apesar do envio de forças-tarefa multinacionais reunidas por governos ocidentais e vastas somas de ajuda, foram incapazes de fazer em 12 anos de combates".  Em contraste, os civis locais comemoraram, esperando que Shekau tivesse realmente sido morto. 
Com a Floresta Sambisa sob seu controle, o Estado Islâmico da África Ocidental aparentemente detém uma grande área no estado de Borno e criou uma cadeia de redutos da Nigéria ao Mali e ao sul da Líbia.  A floresta também oferece ao grupo um refúgio relativamente seguro, protegendo-o de ataques aéreos.  Tendo capturado Sambisa, o Estado Islâmico da África Ocidental também controla todas as estradas para a cidade estrategicamente importante e controlada pelo governo de Maiduguri.  O Estado Islâmico da África Ocidental inicialmente continuou a pressionar os partidários do Boko Haram restantes, entrando em confronto com eles na fronteira Níger-Nigéria, bem como na fronteira Camarões-Nigéria.  Os remanescentes do Boko Haram estavam supostamente se consolidando sob um comandante conhecido como "Bakoura", que havia começado a lançar contra-ataques a alvos do Estado Islâmico da África Ocidental na área do Lago Chade, o que levou al-Barnawi a implorar aos ex-seguidores de Shekau que deponham as armas e se juntem ao Estado Islâmico. 

### Obras citadas
- Warner, Jason; Hulme, Charlotte (2018). «The Islamic State in Africa: Estimating Fighter Numbers in Cells Across the Continent» (PDF). West Point, New York: Combating Terrorism Center. CTC Sentinel. 11 (7): 21–28
- TRADOC G-2 (2015). Threat Tactics Report: Boko Haram (PDF). Fort Eustis: United States Army Training and Doctrine Command
- Zenn, Jacob (20 de Março de 2020). «Islamic State in West Africa Province and the Battle With Boko Haram» (PDF). Jamestown Foundation. Terrorism Monitor. 18 (6): 6–8
- Zenn, Jacob (24 de Maio de 2021). «Killing of Boko Haram Leader Abubakar Shekau Boosts Islamic State in Nigeria» (PDF). Jamestown Foundation. Terrorism Monitor. 19 (10): 1–2

- Este artigo foi inicialmente traduzido, total ou parcialmente, do artigo da Wikipédia em inglês cujo título é «Battle of Sambisa Forest (2021)».